# Jeri Ellsworth
Jeri Janet Ellsworth (ur. w Georgii) – amerykańska przedsiębiorczyni, projektantka i wynalazczyni chipów komputerowych. Sławę zyskała w 2004 roku, tworząc kompletny system Commodore 64 na chipie umieszczonym w dżojstiku, o nazwie C64 Direct-to-TV. Można na nim uruchomić 30 gier komputerowych z wczesnych lat 80. W szczytowym momencie Jeri sprzedała ponad 70 tys. sztuk w ciągu jednego dnia za pośrednictwem kanału QVC.
Ellsworth była współzałożycielką CastAR (dawniej Technical Illusions) w 2013. Pozostała w przedsiębiorstwie do jego zamknięcia 26 czerwca 2017. Pod koniec 2014 przeniosła się z Seattle do Mountain View wraz z zespołem CastAR.

## Życiorys
Ellsworth urodziła się w Georgii.
W 1995 roku, w wieku 21 lat, wraz z przyjaciółką założyła przedsiębiorstwo sprzedające komputery PC oparte na mikroprocesorze Intel 80486, w którym składano i sprzedawano komputery. Później Ellsworth otworzyła oddzielne przedsiębiorstwo. Powstała w ten sposób sieć czterech sklepów „Computers Made Easy” sprzedających sprzęt komputerowy w miastach w stanie Oregon. Sprzedała sieć w 2000 roku i przeniosła się do Walla Walla w stanie Waszyngton, aby studiować w Walla Walla College, gdzie studiowała projektowanie obwodów. Zrezygnowała po roku z powodu „niedopasowania kulturowego”; Ellsworth powiedziała, że kwestionowanie odpowiedzi profesorów spotkało się z dezaprobatą.
Utworzyła zestaw obwodów do CommodoreOne nazwany C-One i C64-DTV. Jest autorką projektów obwodów komputerowych, które naśladowały zachowanie jej pierwszego komputera, Commodore 64. W 2002 roku zaprojektowała chip używany w C-One.
W dniu 3 grudnia 2010 r. Ellsworth opublikowała informacje o tym, jak zbudować „nagi” skaner TSA przy użyciu zmienionych części anteny satelitarnej.
Lifehacker okrzyknął Ellsworth mianem „MacGyver of the Day” 25 lutego 2010.
Na początku 2012 roku Ellsworth została zatrudniona przez Valve do pracy nad sprzętem do gier. W następnym roku została zwolniona.
18 maja 2013 r. ogłosiła, że opracowała system rozwoju rzeczywistości rozszerzonej o nazwie castAR wraz z innym byłym inżynierem Valve, Rickiem Johnsonem, z błogosławieństwem Gabe'a Newella i będzie finansowała go za pomocą Kickstartera. Jej start-up, Technical Illusions, zaczął ów system.
Ellsworth później ujawniła, że potajemnie pracowała nad tym, aby castAR posiadał „prawdziwą VR i prawdziwy AR” oprócz wcześniej zapowiadanych możliwości AR. Kampania na Kickstarterze wystartowała 14 października 2013 r., osiągnął swój cel 400 000 $ w 56 godzin i zakończył z 1,05 miliona dolarów, osiągając 263% pierwotnego celu. Projekt nie dostarczył urządzeń i zwrócił fundusze sponsorom przed zamknięciem firmy w 2017 roku.

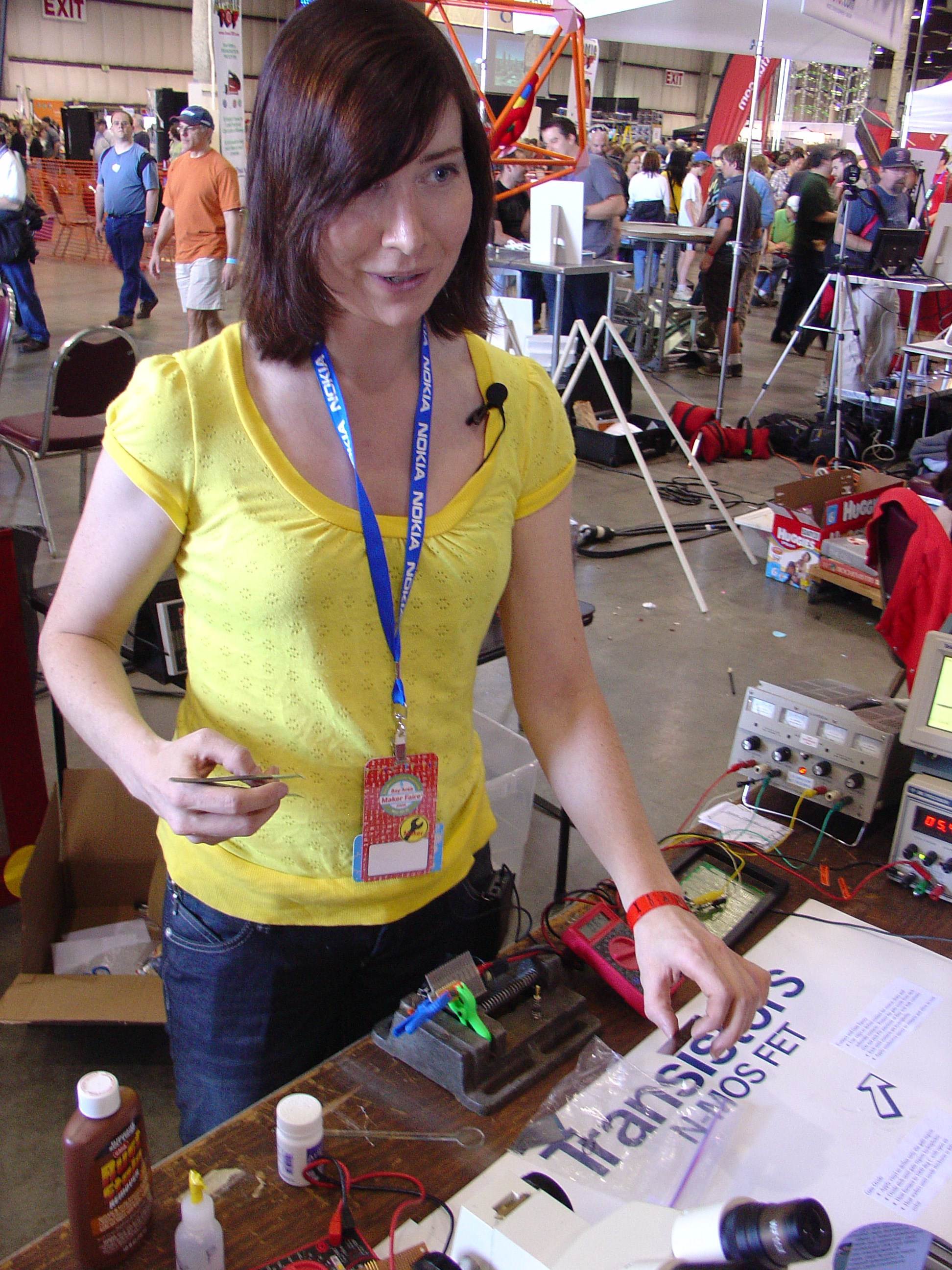
Ellsworth na Bay Area Maker Faire 2009

We wrześniu 2019 roku Ellsworth zainicjowała kampanię na Kickstarter dla nowego urządzenia opartego na tych samych zasadach co castAR, zwanego Tilt Five.
Od grudnia 2008 do marca 2009, Ellsworth prowadziła cotygodniowy webcast, Fatman and Circuit Girl, razem z muzykiem George’em Sangerem. 30 maja 2009 Ellsworth zademonstrowała swój Home Chip Lab na Maker Faire Bay Area 2009.
Jest symbolem pokolenia hobbystów z Doliny Krzemowej, którzy wpierw pasjonowali się komputerami, a dopiero później przekształcili swoje pasje w komercyjne przedsięwzięcia.